# Österreichisches Gymnasium Prag
Das Österreichische Gymnasium Prag (OEGP) ist ein privates sechsjähriges Oberstufenrealgymnasium nach österreichischem Lehrplan, im Stadtteil Modřany in der tschechischen Hauptstadt Prag. Das Gymnasium wurde 1991 gegründet und war damals die vierte österreichische Auslandsschule.

## Geschichte

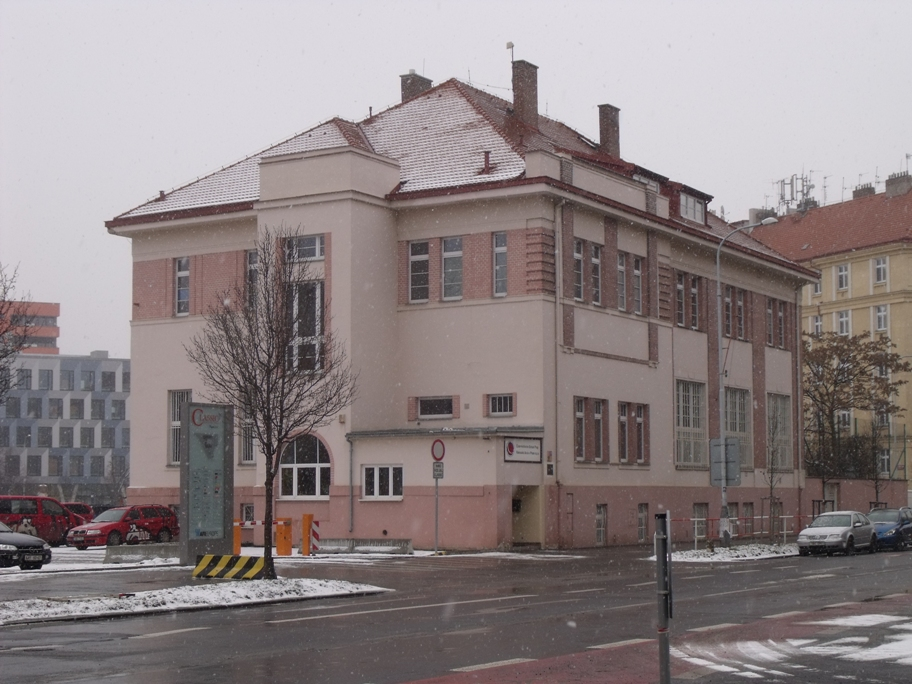
Altes Schulgebäude im Stadtteil Modřany

In April 1991 beauftragte die damalige österreichische Unterrichtsministerin Hilde Hawlicek nach dem Schulmodell der Österreichische Schule Budapest eine Schulgründung in Prag. Die österreichischen Subventionslehrkräfte werden von der Republik Österreich entsendet und bezahlt.
Das Gymnasium wurde 1991 im Rahmen eines Kulturabkommens zwischen der Republik Österreich und der damaligen ČSFR gegründet, im Jahre 1993 wurde sie dann in das Schulnetzwerk der tschechischen Schulen aufgenommen.
Der Unterricht begann am 3. September 1991 mit 48 Schülerinnen und Schüler in einem Gebäude in der Drtinova 3, welches in der Nähe der Österreichischen Botschaft im Stadtteil Smíchov befand und früher ein tschechisches Gymnasium beherbergte. Der erste Direktor war Ludwig Sommer.
Da nur Schulerhalter mit Sitz in Tschechien Subvention aus dem tschechischen Budget erhalten konnten, gründete der Schulverein in Tschechien im November 1999 eine gemeinnützige Gesellschaft (o.p.s. = Obecně prospěšná společnost). Demzufolge heißt die Privatschule im Tschechischen offiziell Rakouské gymnázium v Praze, o.p.s.
2004 musste die Schule wegen Platzmangel in den Stadtteil Holešovice in der U Uranie 1576/14 umziehen, 2013 fand der Spatenstich für einen Neubau im Stadtteil Modřany in der Na Cikorce 2166/2b statt. Seit dem Schuljahr 2015/16 wird in dem neu erbauten Schulgebäude unterrichtet.

## Ausbildung
Die ersten beiden Schuljahre – sie sind Vorbereitungsklassen für das vierjährliche ORG – entsprechen der achten und neunten Schulstufe der tschechischen Grundschule, wo die Schüler intensiv die deutsche Sprache erlernen.
Der Unterricht im Österreichischen Gymnasium Prag findet hauptsächlich in deutscher Sprache statt. Die Fächer Tschechisch, Tschechische Literatur, Geschichte und Staatsbürgerkunde werden in tschechischer Sprache unterrichtet.
Als Fremdsprache stehen Englisch, Spanisch und Französisch auf den Lehrplan. Nach erfolgreichem Abschluss der Schule erhalten die Absolventen ein österreichisches und tschechisches Maturazeugnis.

## Schulgebühren
Die Schulgebühr beträgt pro Schüler 32.000 Tschechische Kronen (1.281 Euro) pro Jahr (Stand 2024).